# Gito Baloi
Gito Baloi, né le 30 septembre 1964 au Mozambique et mort le 4 avril 2004 à Johannesburg (Afrique du Sud), est un chanteur et musicien sud-africain d'origine mozambicaine, l'un des fondateurs du groupe Tananas. Il jouait de la guitare basse.

## Biographie
Gito Baloi a aussi fait des Long Playing (disques en vinyle) en solo : Ekhaya (1995), Na Ku Randza (1997), Herbs & Roots (2003) et Beyond (2008), édités après sa mort. Il a été assassiné par balles le 4 avril 2004.